# Władysław Zbaraski
Władysław Zbaraski herbu własnego (zm. między 1581 a 1582 rokiem) –  kniaź.
Poseł województwa wołyńskiego na sejm 1570 roku, sejm 1578 roku.
Był wyznawcą prawosławia.